# Remarkable Tablet
Das Remarkable Tablet (Eigenschreibweise reMarkable, englisch für „bemerkenswert“, „Wiederbeschreibbar“) ist ein E-Ink-Schreibtablet zum Lesen von Büchern und Anfertigen von Notizen der norwegischen Remarkable AS. Es hat das Ziel, die Erfahrung von Papier nachzuahmen.

## Geschichte
Das Unternehmen wurde von Magnus Wanberg gegründet und entwickelte das reMarkable der ersten Generation, später reMarkable 1 genannt, seit 2013 als Gemeinschaftsprojekt mit der taiwanesischen Firma E Ink Corporation. Die Crowdfunding-Kampagne wurde 2016 veröffentlicht. Der Verkauf des reMarkable 1 wurde eingestellt, lediglich Zubehör für die erste Generation ist erhältlich.
Die zweite Generation des Tablets (reMarkable 2) wurde am 17. März 2020 als das „dünnste Tablet weltweit“ angekündigt (187 × 246 × 4,7 mm). Später folgte unter dem Namen Type Folio eine Tastatur für das Gerät.
Am 4. September 2024 wurde die lang erwartete dritte Generation (reMarkable Paper Pro) mit einem 11,8" Farb E-Ink Display (E Ink Gallery 3 Panel) vorgestellt. Zusätzlich gibt es jetzt auch eine einstellbare Hintergrundbeleuchtung und einen neuen Marker (Eingabestift) und Type Folio (Tastatur). Das Zubehör ist nicht abwärtskompatibel und alte Eingabegeräte nicht mit dem neuen Gerät kompatibel.

## Betriebssystem
Das Tablet nutzt sein eigenes auf Linux basierendes Betriebssystem Codex, das für E-Ink-Displays optimiert wurde. Das Betriebssystem ermöglicht die Modifikation des Gerätes mit sogenannten (reMarkable) Hacks und einen SSH-Zugriff.

## Rezensionen
Das Tablet wurde wegen der Trägheit beim Laden und Entfernen von Dateien kritisiert.
Laut Wired ist das reMarkable 2 „hervorragend geeignet für handschriftliche Notizen, aber sonst macht es nicht viel mehr gut.“
Auch Netzwelt überzeugt das Schreibgefühl, kritisiert jedoch das Abo-Modell.
Laut dem Podcast Bad Voltage schränkt das Fehlen von Integrationen mit anderer Software die Nützlichkeit des Geräts zum Erstellen von Notizen für einige Benutzer ein, und es gibt kein offizielles App-Ökosystem von Drittanbietern, aber „die Möglichkeit, Software über inoffizielle Hacks hinzuzufügen, bietet interessante Möglichkeiten.“

## Software Versionsgeschichte
| Hauptversion | Unterversion | Freigabe            | Bemerkungen |
| ------------ | ------------ | ------------------- | --- |
| 1            | 1.0          |                     | |
| 1            | 1.1          | Januar 2018         | |
| 1            | 1.3          | Mai 2018            | |
| 1            | 1.4          | Juni 2018           | Flug Modus und Factory Reset. |
| 1            | 1.5          | Juli 2018           | Suche in E-Books und Dokumenten. |
| 1            | 1.5.1        | September 2018      | |
| 1            | 1.5.2        |                     | |
| 1            | 1.6          | Oktober 2018        | Umwandlung von handschriftlichem in getippten Text (in der Cloud). |
| 1            | 1.7          | April und Juli 2019 | |
| 1            | 1.8          | August 2019         | |
| 2            | 2.0          | November 2019       | Neue Benutzeroberfläche |
| 2            | 2.1          | März 2020           | |
| 2            | 2.2          | Juni 2020           | Papierkorb |
| 2            | 2.3          | September 2020      | Kalligraphie-Stift |
| 2            | 2.4          | Oktober 2020        | |
| 2            | 2.5          | Dezember 2020       | Deckblatt für Datei kann gewählt werden. Factory Reset |
| 2            | 2.6          | März 2021           | Pinch to zoom. |
| 2            | 2.7          | Mai 2021            | Neue Tastatursprachen. |
| 2            | 2.8          | Juni 2021           | Ebenen können zusammenführt werden. |
| 2            | 2.9          | Juli 2021           | Bildschirmfreigabe und schnelles Durchsuchen. |
| 2            | 2.10         | September 2021      | Integration von Google Drive und Dropbox. Bildschirmfreigabe ohne Wi-Fi |
| 2            | 2.11         | Dezember 2021       | OneDrive Integration |
| 2            | 2.12         | Februar 2022        | Hinzufügen von Notizseiten zu PDFs und Ebooks. Zugriff auf SharePoint-Ordner mit der Microsoft OneDrive-Integration. |
| 2            | 2.13         | Mai 2022            | Grauer Textmarker und Dateiexport. Importieren von Dateien über Ihren Browser. |
| 2            | 2.14         | Juni 2022           | Tags eingeführt. |
| 2            | 2.15         | Oktober 2022        | Screen-Share in unterschiedlichen WLAN Netzwerken möglich. |
| 3            | 3.0          | Dezember 2022       | Notizbücher verbessert, das Schreiberlebnis aktualisiert, neue Gesten hinzugefügt und die Optionen zum Teilen und Konvertieren handschriftlicher Notizen erweitert. Getippter Text kann mit Handschrift gemischt werden. Konvertierte handschriftliche Notizen können auf dem Tablet gespeichert werden. |
| 3            | 3.2          | Februar 2023        | Getippten Text mit Touch-Gesten auswählen, ausschneiden, kopieren und einfügen. Personalisierte Kontaktinformationen für Schlafbildschirm |
| 3            | 3.3          | April 2023          | Einführung von Type Folio einer schlanken Tastatur. Fett- und Kursivformatierung für getippten Text. Zoom-Indikator zeigt jetzt die aktuelle Vergrößerungsstufe einer Seite oder eines Dokuments. |
| 3            | 3.4          | Mai 2023            | Automatische Synchronisierung und intelligenter Textmarker. |
| 3            | 3.5          | Juli 2023           | Alle Stiftformen an einem Ort. Beim Ausschneiden und Einfügen von getippten Notizen wird die ursprüngliche Formatierung beibehalten. |
| 3            | 3.6          | August 2023         | |
| 3            | 3.7          | Oktober 2023        | Mittels Auswahlwerkzeug können bestimmte handgeschriebene Wörter oder Sätze in getippten Text umgewandelt werden. |
| 3            | 3.8          | November 2023       | Begradigung von handgezeichneten Linien. |
| 3            | 3.9          | Dezember 2023       | Bessere Handballenabweisung im Linkshändermodus. |
| 3            | 3.10         | März 2024           | Archivierung großer Dateien. Handschrifterkennung in der Desktop App. |
| 3            | 3.11         | April 2024          | Verbesserung des Auswahlwerkzeuges für Stift und Tastatur |
| 3            | 3.12         | Juni 2024           | Teilweise Neugestaltung der Benutzeroberfläche mit neuen Schnelleinstellungen und Navigation |
| 3            | 3.13         | Juli 2024           | Zwei beliebige Schreibgeräte in der Toolbar. Einfachere Ersteinrichtung des Tablets. Neuer Start und Ruhezustand Screen. |
| 3            | 3.14         | August 2024         | Spaltenbreite/Textränder variabel konfigurierbar. Markieren von Text einfacher mit Marker halten und ziehen. |
| 3            | 3.15         | Oktober 2024        | Ein neuer Stift. Passcode kann jetzt vier-, sechs- oder achtstellig sein. |
| 3            | 3.16         | Dezember 2024       | Kontrastfilter verbessert - reMarkable Paper Pro. Getaggte Seiten sind jetzt in der Suche auffindbar. |
| 3            | 3.17         | Januar 2025         | reMarkable Methods Plattform für Abo Kunden (Import von Vorlagen, Arbeitsbüchern, ..). Formen (Kreise, Rechtecke, Dreiecke) zeichnen. Vorschau für Stiftfarbe in Toolbar. PDF-Duplizierung |
| 3            | 3.18         | März 2025           | Dokumentenscanner Feature für mobile Apps. Remarkable Methods Plattform für Vorlagen, Planner, Arbeitsbücher etc. |
| 3            | 3.19         | Mai 2025            | Licht auf Paper Pro lässt sich heller einstellen. Anpassungen bei Einstellungen und Vorschau. |